# Klaus Suomela
Klaus Uuno Suomela (Porvoo, 10 novembre 1888 – Helsinki, 4 aprile 1962) è stato un ginnasta finlandese.

## Palmarès

### Olimpiadi
- 1 medaglia:
  - 1 argento (Stoccolma 1912 nel concorso libero a squadre)